# اوگنی سیوژلز

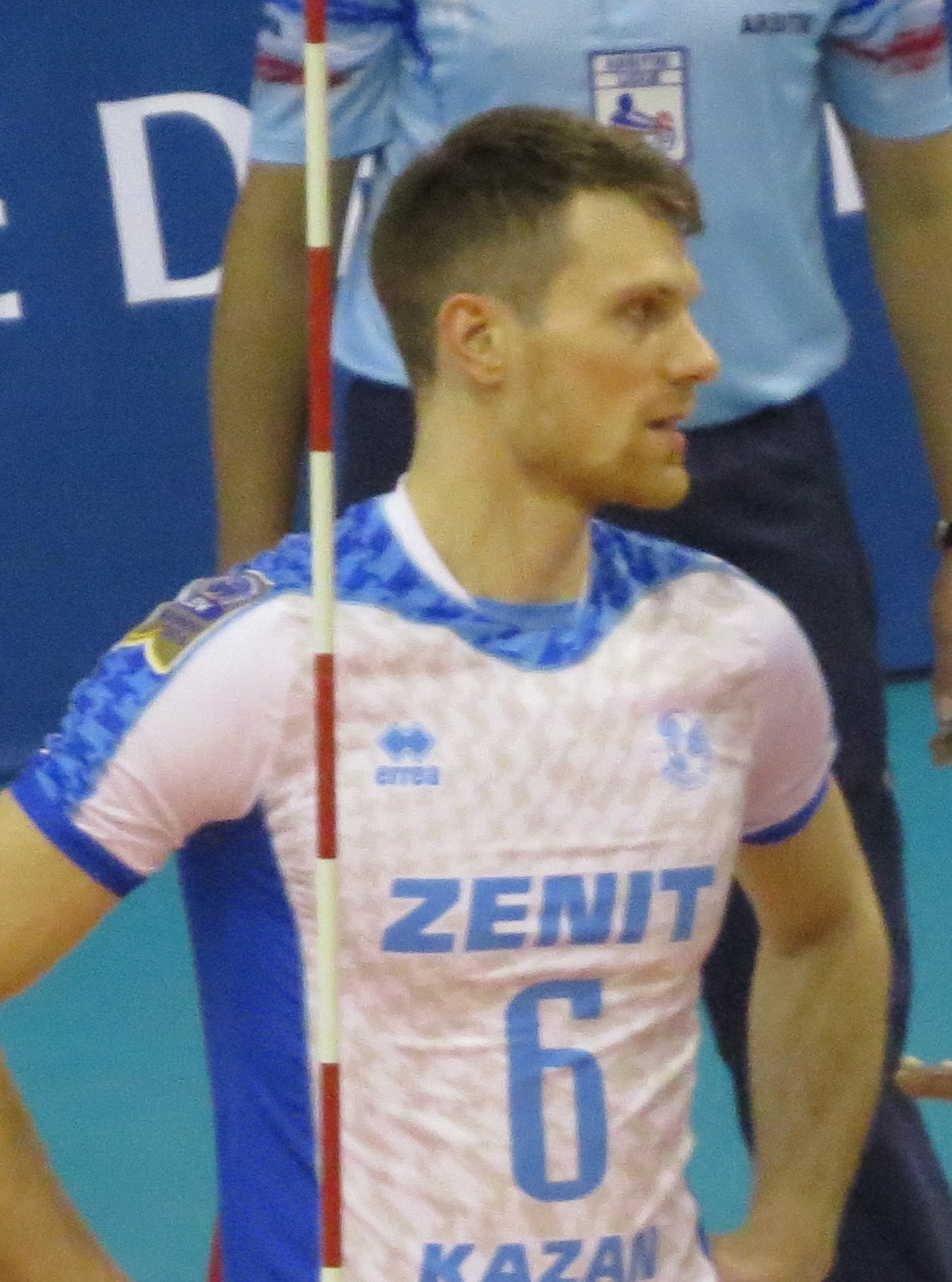
اِوگنی ایگورویچ سیوُژِلِز در سال ۲۰۱۷

اِوگنی ایگورویچ سیوُژِلِز (به روسی: Евгений Игоревич Сивожелез) (متولد ۶ اوت ۱۹۸۶ در چایکوفسکی) بازیکن والیبال اهل روسیه، عضو تیم ملی والیبال روسیه و باشگاه زنیت کازان است. اوگنی به همراه تیم ملی روسیه به مدال برنز لیگ جهانی دست یافت و به همراه زنیت کازان دو بار قهرمانی لیگ روسیه را تجربه نمود.